# 一之沢川
一之沢川（いちのさわがわ）は、新潟県南魚沼市を流れる河川で、信濃川水系登川の支流（土石流危険渓流）である。

## 地理
- 水源は姥見ノ頭・無黒山。砂防施設では、一之沢第1号砂防堰堤[3]がある。

## 流域自治体
新潟県
- 南魚沼市

## 主な災害
- 2011年7月30日、新潟・福島豪雨[4]。

## 並行する交通
道路
- 国道291号
- 林道一之沢滝ノ又線[5][6][7]。